# 川越市議会
川越市議会（かわごえしぎかい）は、埼玉県川越市に設置されている地方議会である。

## 概要
- 定数：36人
- 任期：2023年5月2日 - 2027年5月1日[1]
- 議長：中原秀文（初雁自由政令会）
- 副議長：中村文明（公明党）

## 運営

### 会期
川越市議会の定例会は、毎年3月、6月、9月及び12月に招集され、その他にも必要に応じて臨時会が開催される。

## 会派
◎は会派代表者。
| 会派名             | 議席数 | 党派                              | 議員名                                                                                  | 女性議員数 | 女性議員の比率(%) |
| ------------------ | ------ | --------------------------------- | --------------------------------------------------------------------------------------- | ---------- | ----------------- |
| 初雁自由政令会     | 9      | 自由民主党4・無所属5              | ◎牛窪喜史、江田崇、小島洋一、小林範子、村山博紀、海沼秀幸、小高浩行、吉野郁惠、中原秀文 | 2          | 22.22             |
| 公明党議員団       | 7      | 公明党                            | ◎桐野忠、須藤直樹、鈴木謙一郎、嶋田弘二、田畑たき子、中村文明、小ノ澤哲也               | 1          | 14.29             |
| 川越志政会         | 6      | 無所属6                           | ◎吉敷賢一郎、松本きみ、倉嶋真史、粂真美子、中野敏浩、栗原瑞治                           | 2          | 33.33             |
| 日本共産党議員団   | 4      | 日本共産党                        | ◎川口知子、池浜あけみ、今野英子、柿田有一                                               | 3          | 75                |
| 川越政策フォーラム | 3      | 立憲民主党1・社会民主党1・無所属1 | ◎山木綾子、髙橋剛、片野広隆                                                             | 1          | 33.33             |
| 川越未来の会       | 1      | 参政党1・無所属1                  | ◎神田賢志、加藤みなこ                                                                   | 1          | 50                |
| れいわ新選組       | 1      | れいわ新選組                      | 小林透                                                                                  | 0          | 0                 |
| 日本維新の会       | 1      | 日本維新の会                      | 柳沢貴雄                                                                                | 0          | 0                 |
| 無所属             | 3      | 無所属                            | 伊藤正子、川口啓介、小林薫                                                              | 1          | 33.33             |
| 計                 | 36     |                                   |                                                                                         | 11         | 22.22             |

※2025年5月13日現在

## 議員報酬と諸手当
| 役職   | 報酬            | 政務活動費 |
| ------ | --------------- | ---------- |
| 議長   | 月額 64万1000円 | 月額 7万円 |
| 副議長 | 月額 58万8000円 | 月額 7万円 |
| 議員   | 月額 57万6000円 | 月額 7万円 |

※別途期末手当あり

## 不祥事
2018年（平成30年）9月14日、議会事務局の女性職員が、新井喜一議員（やまぶき会会派代表者、元議長、当選8回）からセクシャルハラスメント・パワーハラスメントを受けたとの申し立てを行い、同議員の処分を求める申入書を市議会に、また要請書を市に提出した。女性職員は議会事務局に配属された同年4月から、同議員から太股を触られる、飲酒を強要される、新井議員宅での飲み会への同行を求められる、卑猥な言葉をかけられるなどのセクハラ・パワハラを受けたという。市議会は同日、会派代表者会議を開き、第三者による調査委員会を設置し、事実関係を調査することを決めた。また市はセクハラ・パワハラ担当部署の相談体制を点検し、他にも同様の問題がなかったかどうか調査することを表明した。同年10月12日、新井議員は辞職した。
第三者による調査委員会は同年11月、新井議員によるハラスメントがあったと認定。更に同年12月6日には海沼秀幸議員（自由民主党川越市議団）、樋口直喜議員（政晴会）もハラスメントに関与したと認め謝罪した。同年12月12日には全会派連名により議員提出議案「川越市議会会議規則の一部を改正する規則を定めることについて」が提出され原案可決、新たに「川越市議会議員倫理条例策定会議」を設置することを定めた。同年12月21日、「川越市議会のハラスメント根絶に関する決議」が全会一致で可決され、同日、海沼議員・樋口議員それぞれに対する問責決議、更に両議員と同じくハラスメントに関与した小高浩行議員（やまぶき会）に対する問責決議が賛成多数で可決された。2019年1月、川越市議会議員倫理条例策定会議（大泉一夫委員長）が開かれ、全会派が出席。2月にセクハラ防止の条例案を提出した上で、パワハラ等も含むハラスメント全体を防止する条例案の検討を進める方針を確認した。
2019年（平成31年）2月21日、新井前議員は「女性職員が主張しているようなセクハラの事実は一切ない」「女性職員の主張は名誉毀損に当たる」として、女性職員を相手取り、330万円の損害賠償を求める訴訟をさいたま地方裁判所川越支部に起こしたことを明らかにした。また、同年4月に執行の市議選に無所属で出馬したが、落選した。